# Barzan Ibrahim al-Tikriti
Barzan Ibrahim al-Hasan al-Tikriti (även Barazan Ibrahim al-Tikriti och Barasan Ibrahem Alhassen; arabiska: برزان إبراهيم الحسن التكريتي), född 17 februari 1951 i Tikrit, Irak, död 15 januari 2007, var en av Saddam Husseins tre halvbröder och före detta chef för den irakiska säkerhetspolisen Mukhabarat.
Mellan 1988 och 1998 var Barzan Ibrahim Iraks FN-ambassadör i Genève. En lyxvilla vid Genèvesjön införskaffades som Barzans residens där han bland annat höll mottagningar för FN-tjänstemän och diplomater. Under sin tid i Genève fungerade dock Barzan i praktiken som Saddam Husseins personlige "bankir" som kontrollerade ett omfattande nät av bankkonton med mångmiljardbelopp.
Den 5 november 2006 dömdes Barzan Ibrahim al-Tikriti tillsammans med Saddam Hussein och Awad Hamed al-Bandar till döden genom hängning för deras delaktighet i morden på 148 shiamuslimer i byn Dujail efter ett attentatsförsök mot Saddam Hussein den 8 juli 1982. Saddam avrättades redan den 30 december 2006, medan Barzan avrättades tillsammans med Awad i gryningen den 15 januari 2007. På grund av en felberäkning av repets längd dekapiterades Barzans vid hängningen.